# Barycypraea teulerei
Barycypraea teulerei is een slakkensoort uit de familie van de Cypraeidae. De wetenschappelijke naam van de soort is voor het eerst geldig gepubliceerd in 1846 door Cazenavette.